# Melora (Star Trek: Deep Space Nine)
„Melora” este cel de-al 26-lea episod din serialul american de televiziune științifico-fantastic Star Trek: Deep Space Nine. Este al șaselea episod al celui de-al doilea sezon.
Plasat în secolul al XXIV-lea, serialul urmărește aventurile de pe Deep Space Nine, o stație spațială situată în apropierea unei găuri de vierme stabile între cadranele Alfa și Gamma ale galaxiei Calea Lactee, în apropierea planetei Bajor. În acest episod, un tânăr ofițer de pe o planetă cu gravitație redusă este repartizat pe DS9; dr. Julian Bashir o ajută să se adapteze la gravitația normală a stației.

## Prezentare
Pe stație sosește ofițerul Flotei Stelare Melora Pazlar (Daphne Ashbrook), o elaysiană a cărei fiziologie este incompatibilă cu puterea gravitației artificiale folosită în majoritatea comunităților umanoide, inclusiv pe Deep Space Nine. Ea trebuie să folosească aparate mecanice externe pentru a locui confortabil pe stație. Din cauza condiției sale fizice, Melora este argumentativă, chiar nepoliticoasă, insistând să nu i se facă niciun fel de acomodare nejustificată. Cu toate acestea, dr. Bashir (Alexander Siddig) vede dincolo de barierele Melorei și cei doi încep să aibă o relație romantică. Între timp, chiar în momentul în care Quark (Armin Shimerman) este pe cale să încheie o înțelegere cu un bărbat pe nume Ashrock (Don Stark) pentru niște relicve istorice, Fallit Kot (Peter Crombie) intră în barul său. Cei doi au o istorie, Kot declarându-i lui Quark că se află pe DS9 pentru a-și achita anumite „datorii”. Cu toate acestea, când este interogat de șeful securității Odo (René Auberjonois), Kot neagă orice intenții rele față de ferengii.
Bashir dezvoltă o procedură medicală care i-ar putea permite Melorei să meargă confortabil fără ajutorul echipamentului pe care îl folosește în prezent. Chiar și după ce a participat cu succes la testele noii tehnici inginerești a lui Bashir, Melora are îndoieli. Dacă merge până la capăt cu procedura, nu va mai putea trăi în mediul cu gravitație redusă din lumea ei natală. Locotenentul Jadzia Dax (Terry Farrell), în timpul unei misiuni de cercetare cu Melora în Cuadrantul Gamma, compară situația ei cu cea din „Mica Sirenă”. Kot îl atacă pe Quark în cabina sa, dar Quark îi oferă 199 de lingouri de latinum presat cu aur în schimbul vieții sale. Kot acceptă târgul și se duc să se întâlnească cu Ashrock. Înțelegerea lui Quark este încheiată, dar Kot îl împușcă pe Ashrock și ia relicvele pe lângă latinum. Kot îi forțează pe ferengi să meargă cu el și se întâlnesc cu Melora și Dax, care se întorceau din misiunea de cercetare. Kot îi ia pe toți trei ostatici la bordul navetei Orinoco.
Comandantul Benjamin Sisko (Avery Brooks) ordonă ca naveta să fie ținută în raza tractoare. Kot cere să fie eliberați și o împușcă pe Melora pentru a-și demonstra punctul de vedere. Sisko îi lasă să plece, dar îi ia cu el pe Bashir și pe șeful Miles O'Brien (Colm Meaney) la bordul navetei Rio Grande. Urmăresc naveta Orinoco prin gaura de vierme bajorană. Kot îi ordonă lui Dax să tragă în Rio Grande, dar când aceasta refuză, observă că Melora nu numai că este încă în viață, dar se târăște spre o consolă care controlează gravitația navei. În elementul ei după ce a oprit gravitația, Melora îl învinge pe Kot, care este arestat. După ce în cele din urmă se decid să nu meargă până la capăt cu procedura lui Julian, Melora și Julian se bucură de serenada bucătarului klingonian (Ron Taylor) la restaurantul unde au avut prima lor întâlnire.